# دريمس مجلان
دَرِيمُس مَجِلَّان أو قِرفَة كاذبة هو شجرة نحيلة في فصيلة Winteraceae تطول نحو ٢٠ مترًا. موطنها الأصلي غابات مَجِلّان وفلدفين المطيرة المعتدلة في شيلي والأرجنتين ، حيث إنها شجرة سائدة في الغابات الساحلية الأبيدة. يمكنه تحمل درجات حرارة تصل إلى −20 °م (−4 °ف) في أقصى مداها الطبيعي الجنوبي.  يشتهر النبات بمرونته المظهرية وقدرته على النمو في مواقع مختلفة من المناطق القاحلة الشديدة إلى الأراضي الرطبة على طول شيلي. تنمو الشجرة أيضًا في أماكن ذات أنواع ودرجات مختلفة من المنافسة من النباتات الأخرى.

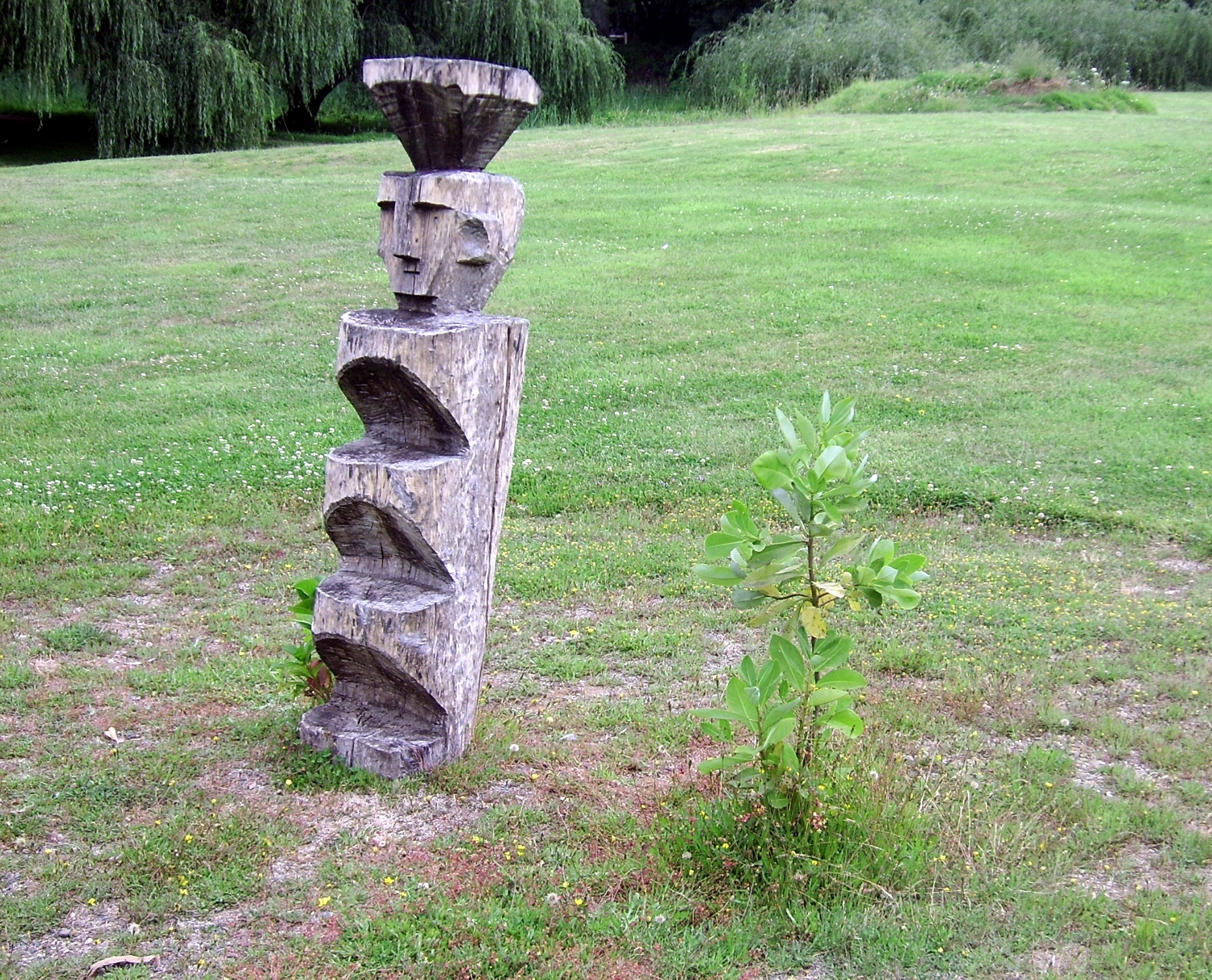
في جامعة الجنوبية في شيلي.